# Дрозд отшелник
Дрозд отшелник (Catharus guttatus) е вид птица от семейство Turdidae.

## Разпространение и местообитание
Разпространен е в Гватемала, Канада, Мексико, Салвадор, САЩ, Сен Пиер и Микелон, Търкс и Кайкос и Хондурас.